# 短柱忍冬
短柱忍冬（学名：Lonicera fragilis）为忍冬科忍冬属的植物，是中国的特有植物。分布于中国大陆的云南等地，生长于海拔2,800米的地区，见于山地，目前尚未由人工引种栽培。